# Ethan Galbraith
Ethan Galbraith, né le 11 mai 2001 à Belfast, est un footballeur international nord-irlandais qui évolue au poste de milieu de terrain à Swansea City.

## Biographie

### En club
Dans sa jeunesse, Galbraith évolue dans divers clubs nord-irlandais : Carnmoney Colts, Ballyclare Comrades, Glentoran, Crusaders et Linfield. 
En 2017, il rejoint l'académie du Manchester United grâce à une bourse d'un an, avant de signer un contrat professionnel de deux ans avec le club en mai 2018. Le 28 novembre 2019, il fait ses débuts avec l'équipe première lors du match de Ligue Europa contre le FK Astana. 

## Statistiques
| Saison                | Club                    | Championnat           | Championnat | Championnat | Championnat | Coupe nationale | Coupe nationale | Coupe nationale | Coupe de la Ligue | Coupe de la Ligue | Coupe de la Ligue | Compétition(s) continentale(s) | Compétition(s) continentale(s) | Compétition(s) continentale(s) | Compétition(s) continentale(s) | Total | Total | Total |
| Saison                | Club                    | Division              | M.          | B.          | P.d.        | M.              | B.              | P.d.            | M.                | B.                | P.d.              | Comp.                          | M.                             | B.                             | P.d.                           | M.    | B.    | P.d.  |
| 2019-2020             | Manchester United       | Premier League        | 0           | 0           | 0           | 0               | 0               | 0               | 0                 | 0                 | 0                 | C3                             | 1                              | 0                              | 0                              | 1     | 0     | 0     |
| 2020-2021             | Manchester United       | Premier League        | 0           | 0           | 0           | 0               | 0               | 0               | 0                 | 0                 | 0                 | C1+C3                          | 0+0                            | 0+0                            | 0+0                            | 0     | 0     | 0     |
| Sous-total            | Sous-total              | Sous-total            | 0           | 0           | 0           | 0               | 0               | 0               | 0                 | 0                 | 0                 | -                              | 1                              | 0                              | 0                              | 1     | 0     | 0     |
| 2021-2022             | Doncaster Rovers (prêt) | League One            | 33          | 1           | 3           | 1               | 0               | 0               | 2                 | 0                 | 0                 | -                              | -                              | -                              | -                              | 36    | 1     | 3     |
| 2022-2023             | Salford City (prêt)     | League Two            | 32          | 4           | 3           | 2               | 0               | 0               | 4                 | 0                 | 0                 | -                              | -                              | -                              | -                              | 38    | 4     | 3     |
| 2023-2024             | Leyton Orient           | League One            | 39          | 4           | 2           | 2               | 0               | 0               | 4                 | 1                 | 0                 | -                              | -                              | -                              | -                              | 45    | 5     | 2     |
| Total sur la carrière | Total sur la carrière   | Total sur la carrière | 104         | 9           | 8           | 5               | 0               | 0               | 10                | 1                 | 0                 | -                              | 1                              | 0                              | 0                              | 120   | 10    | 8     |

### En sélection
| Années                | Sélection             | Phases finales        | Phases finales | Phases finales | Phases finales | Éliminatoires | Éliminatoires | Éliminatoires | Éliminatoires | Amicaux | Amicaux | Amicaux | Autres compétitions | Autres compétitions | Autres compétitions | Autres compétitions | Total | Total | Total |
| Années                | Sélection             | Comp.                 | M.             | B.             | P.d.           | Comp.         | M.            | B.            | P.d.          | M.      | B.      | P.d.    | Comp.               | M.                  | B.                  | P.d.                | M.    | B.    | P.d.  |
| --------------------- | --------------------- | --------------------- | -------------- | -------------- | -------------- | ------------- | ------------- | ------------- | ------------- | ------- | ------- | ------- | ------------------- | ------------------- | ------------------- | ------------------- | ----- | ----- | ----- |
| 2019                  | Irlande du Nord       | -                     | -              | -              | -              | Euro 2020     | -             | -             | -             | 1       | 0       | 0       | -                   | -                   | -                   | -                   | 1     | 0     | 0     |
| 2020                  | Irlande du Nord       |                       |                |                |                | Euro 2020     | -             | -             | -             | -       | -       | -       | LdN                 | 1                   | 0                   | 0                   | 1     | 0     | 0     |
| 2021                  | Irlande du Nord       | Euro 2020             | -              | -              | -              | CdM 2022      | -             | -             | -             | -       | -       | -       | -                   | -                   | -                   | -                   | 0     | 0     | 0     |
| 2024                  | Irlande du Nord       | Euro 2024             | -              | -              | -              | -             | -             | -             | -             | 1       | 0       | 0       | -                   | -                   | -                   | -                   | 1     | 0     | 0     |
| Total sur la carrière | Total sur la carrière | Total sur la carrière | 0              | 0              | 0              | -             | 0             | 0             | 0             | 2       | 0       | 0       | -                   | 1                   | 0                   | 0                   | 3     | 0     | 0     |

Le tableau suivant liste les rencontres de l'équipe d'Irlande du Nord dans lesquelles Ethan Galbraith a été sélectionné depuis le 5 septembre 2019 jusqu'à présent :

### En sélection nationale
International avec les moins de 16 ans nord-irlandais, Galbraith inscrit un but contre la Lettonie en mai 2016.
Il fait ses débuts internationaux avec l'équipe d'Irlande du Nord le 5 septembre 2019, lors d'un match amical contre le Luxembourg, qui se solde par une victoire 1-0.